# Paradise Run
Paradise Run là chương trình game show, dẫn chương trình bởi Daniella Monet. Chương trình lên sóng vào ngày 1 tháng 2, 2016 trên Nickelodeon. 